# ダレイオス2世
ダレイオス2世（希：ΔαρείοςΒ', ラテン文字転記：Dareios II, ? - 紀元前404年、在位：紀元前423年 - 紀元前404年）は、アケメネス朝ペルシアの王。アルタクセルクセス1世の子で、即位前の名前はオコスである。息子には次代の王となるアルタクセルクセス2世と、後に兄アルタクセルクセスに反乱を起こした小キュロスのほか、オスタネス (en)、オクサトレスの4人がいる。
ダレイオス2世は前王のクセルクセス2世を殺害したソグディアノスを殺して即位した。ダレイオスは異母妹のパリュサティスと結婚したが、彼女の残酷な性格が災いして宮廷内が腐敗し、ペルシア国内でも反乱が相次ぎ、エジプトも反乱を起こしてファラオ位を失った。だが、ギリシアでのアテナイ連合軍とスパルタの戦いであるペロポネソス戦争でアテナイが敗北すると、サトラップであるティッサフェルネス、ファルナバゾス、息子のキュロスらの活躍もあり、スパルタと手を結びギリシア諸都市を奪回し、治世はかろうじて保たれた。
ダレイオス2世没後は息子のアルタクセルクセス2世が継いだ。